# Ladies Open Biel Bienne
A Ladies Open Biel Bienne (korábbi nevén Swiss Women’s  Championship) 2017-től évente megrendezésre kerülő WTA International kategóriájú női tenisztorna a svájci |Bielben. A tornát kemény talajú, fedett pályán rendezik, első alkalommal 2017. április 10−16. között. 2019-től a torna házigazdája Lugano, Ladies Open Lugano néven
Az itt rendezett torna korábban ITF Circuit kategóriájú volt, különböző, egyre emelkedő, díjazással.

## Korábbi döntők

### Egyéni
| Év                            | Bajnok                    | Döntős           | Eredmény       |
| ----------------------------- | ------------------------- | ---------------- | -------------- |
| 2019                          | Polona Hercog             | Iga Świątek      | 6–3, 3–6, 6–3  |
| 2018                          | Elise Mertens             | Arina Szabalenka | 7–5, 6–2       |
| 2017                          | Markéta Vondroušová       | Anett Kontaveit  | 6–4, 7–6(6)    |
| ↑ WTA International torna ↑   |                           |                  |                |
| 2016                          | Kristýna Plíšková         | Amra Sadiković   | 7–6(4), 7–6(3) |
| 2015                          | Volha Havarcova           | Rebecca Šramková | 6–2, 6–1       |
| ↑ ITF 50 000 dolláros torna ↑ |                           |                  |                |
| 2014                          | Michaëlla Krajicek        | Bacsinszky Tímea | 6–4, 7–6(5)    |
| ↑ ITF 25 000 dolláros torna ↑ |                           |                  |                |
| 2013                          | Jekatyerina Alekszandrova | Bacsinszky Tímea | 6–4, 6–3       |
| ↑ ITF 10 000 dolláros torna ↑ |                           |                  |                |

### Páros
| Év                            | Bajnokok                           | Döntősök                                   | Eredmény         |
| ----------------------------- | ---------------------------------- | ------------------------------------------ | ---------------- |
| 2019                          | Sorana Cîrstea Andreea Mitu        | Veronyika Kugyermetova Galina Voszkobojeva | 1–6, 6–2, [10–8] |
| 2018                          | Elise Mertens Kirsten Flipkens     | Vera Lapko Arina Szabalenka                | 6–1, 6–3         |
| 2017                          | Hszie Su-vej Monica Niculescu      | Bacsinszky Tímea Martina Hingis            | 5–7, 6–3, [10–7] |
| ↑ WTA International torna ↑   |                                    |                                            |                  |
| 2016                          | Antonia Lottner Amra Sadiković     | Tena Lukas Bernarda Pera                   | 5–7, 6–2, [10–5] |
| 2015                          | Ljudmila Kicsenok Nagyija Kicsenok | Stéphanie Foretz Irina Ramialison          | 6–3, 6–3         |
| ↑ ITF 50 000 dolláros torna ↑ |                                    |                                            |                  |
| 2014                          | Eva Birnerová Michaëlla Krajicek   | Aleksandra Krunić Amra Sadiković           | 6–1, 4–6, [10–6] |
| ↑ ITF 25 000 dolláros torna ↑ |                                    |                                            |                  |
| 2013                          | Bacsinszky Tímea Xenia Knoll       | Matea Mezak Silvia Njirić                  | 6–3, 6–2         |
| ↑ ITF 10 000 dolláros torna ↑ |                                    |                                            |                  |